# Kostel svatého Petra a Pavla (Chlum)
Jednolodní bezvěžový barokní kostel svatého Petra a Pavla z let 1677-98, se samostatnou dřevěnou zvonicí z roku 1804 a kamenným empírovým křížem z roku 1835 se nalézá v horní části obdélné svažité návsi vesnice Chlum, místní části města Hlinsko v okrese Chrudim. Kostel je spolu s dřevěnou zvonicí a kamenným krucifixem chráněn jako nemovitá kulturní památka ČR.

## Historie
Královéhradečtí biskupové měli patronátní právo ke kostelu svatého Petra a Pavla. Kostel byl postaven nákladem královéhradeckého biskupa Jana Františka Kryštofa z Talmberka v druhé polovině 17. století (nejčastěji se uvádí rok 1678).

## Popis
Jednolodní barokní bezvěžový kostel svatého Petra a Pavla je orientovaný průčelím ke vsi nalézající se pod ním. K plochostropé kostelní lodi je přizděn půlkruhový presbytář zaklenutý hvězdicovitou klenbou. Na jižní straně se nachází klenutá sakristie.
Před vchodem do kostela je přistavěna obdélníková předsíňka pocházející z konce 19. století. Nad hlavní římsou obíhající kolem celé budovy, je postaven výrazný štít, ukončený rovnoramenným lichoběžníkem. Pole pod ním se zaobleně rozšiřuje do obou stran, kde je zakončeno volutami. Štít je rozdělen na tři pole maltovými lisenovými rámy.
Fasáda kostelní lodi i presbytáře je světle okrová a členěná lisenami a pilastry. Okna půlkruhově zaklenutá. Sedlová střecha je krytá eternitovými šablonami.
Původní oltář s obrazem sv. Petra a Pavla se nedochoval. Nynější vybavení kostela pochází z konce 18. století.
Před kostelem se nalézá nízká dřevěná hranolová zvonice se vzpěradlovou konstrukcí a stanovou střechou z roku 1804, s bedněným pláštěm a štíhlou věžičkou zvonového patra. Dřevěná zvonice je v majetku obce a nese 3 malé zvony.
Před průčelím kostela stojí na dříku ve tvaru komolého jehlanu, zdobeného na čtyřech bocích symboly utrpení Krista kamenný krucifix s pozlaceným korpusem Krista. Vlastní kříž je štíhlý a vysoký, ze zadní strany opatřený datováním L.P. 1835. Ramena kříže jsou na koncích zakončena do tvaru trojlístků.
V roce 2024 proběhla renovace fasády kostela.

## Galerie

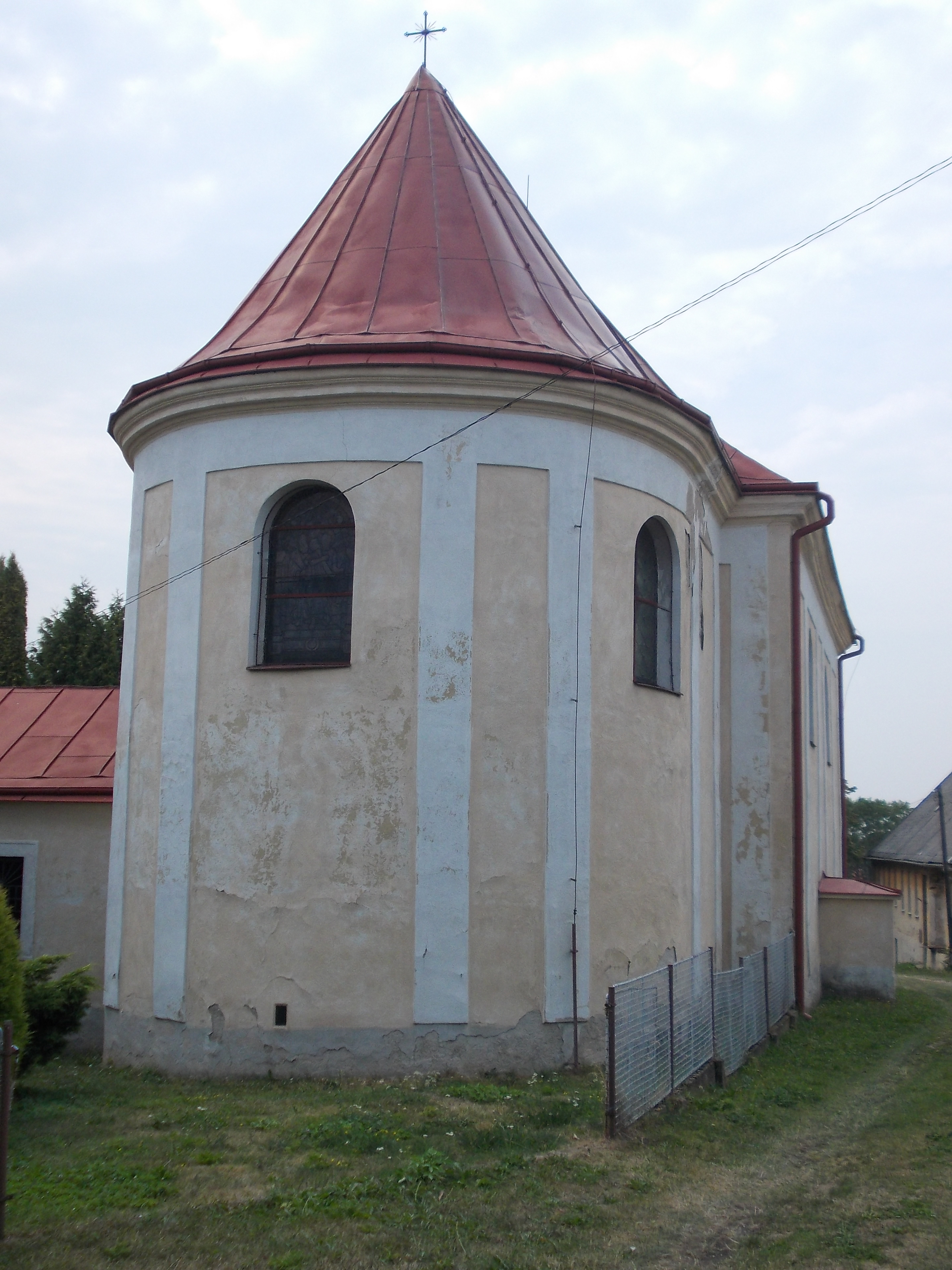
Presbytář kostela svatého Petra a Pavla ve Chlumu
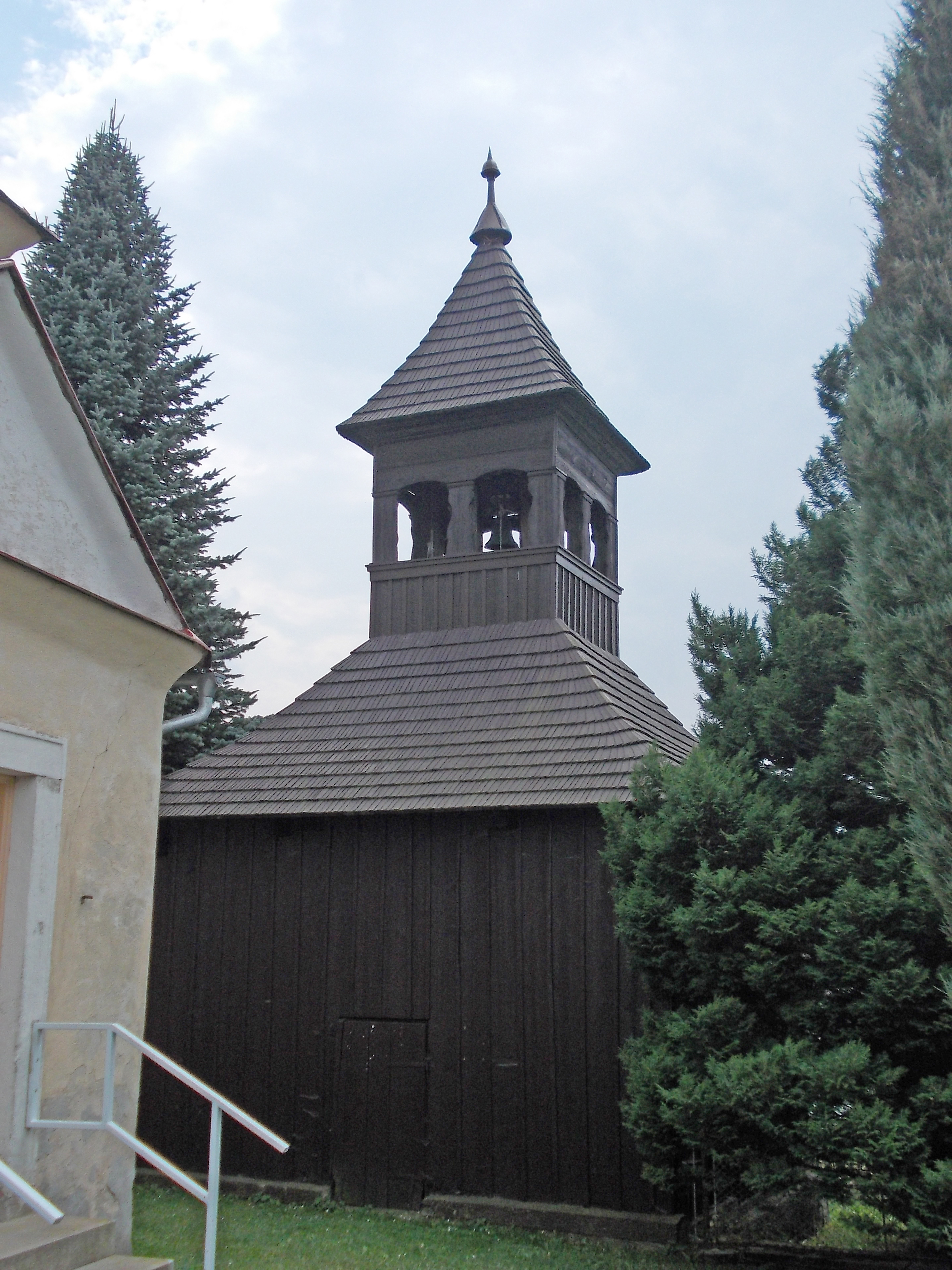
Dřevěná zvonice u kostela